# Фосо Бачиле (Мачерата)
Фосо Бачиле (итал. Fosso Bacile) насеље је у Италији у округу Мачерата, региону Марке.
Према процени из 2011. у насељу је живело 27 становника. Насеље се налази на надморској висини од 35 м.